# Meraporus requisitus
Meraporus requisitus är en stekelart som beskrevs av Tucker 1910. Meraporus requisitus ingår i släktet Meraporus och familjen puppglanssteklar. Inga underarter finns listade i Catalogue of Life.